# Club de Futbol Hèrcules Hospitalet
El Club de Futbol Hèrcules Hospitalet fou un club català de futbol de la ciutat de L'Hospitalet de Llobregat, al Barcelonès.

## Història
Malgrat la vida esportiva de l'Hèrcules no fou molt llarga (tot just quatre temporades, de 1953 fins a 1957), la història d'aquest club cal remuntar-la fins a l'any 1917, quan fou fundat el CF Torrassenc. El 1924 va ser fundat el CF Recreatiu Collblanc i el 1944 el CF Tecla Sala. Els tres clubs es van fusionar l'agost de 1953 formant el Club de Futbol Hèrcules Hospitalet, amb Amadeo Canela com a primer presidents. El nou club jugava amb samarreta blanca amb una franja diagonal blava.
El Torrassenc fou un destacat club amateur durant els anys 20 i 30. Malgrat ser fundat el 1917 no ingressà a la Federació Catalana fins al 1924. Fou campió del seu grup el 1925 i 1926, ascendint aquest any de categoria. El 1927 fou subcampió del seu grup. Als anys 30 arribà a disputar la Segona Categoria Ordinària del Campionat de Catalunya i la Lliga Amateur. Després de la Guerra Civil fou campió de grup de tercera categoria el 1943-44, subcampió de grup de segona categoria i campió d'aficionats el 1944-45, subcampió de segona categoria preferent i campió d'aficionats el 1945-46, campió de la copa federació el 1947-48 i subcampió de segona categoria preferent el 1947-48, ascendit a primera categoria regional. El 31 de juliol de 1953 el Torrasense es fusiona amb la Tecla Sala C.F. (1946) i la Unión Recreativo Coll-Blanch (1952) creant el C.F. Hércules Hospitalet.
Pel que fa a l'Hèrcules, ràpidament assolí una posició destacada al futbol català. Disputà tres cops la lliga de Tercera Divisió amb brillants classificacions.
El juliol de 1957, el club desaparegué després de fusionar-se amb el CD Santa Eulàlia i amb la UD Hospitalet. D'aquesta fusió sorgí el Centre d'Esports l'Hospitalet.

## Temporades
El club va jugar tres temporades a la Tercera Divisió.
- 1954-1955: 3a Divisió 3r
- 1955-1956: 3a Divisió 5è
- 1956-1957: 3a Divisió 5è